# Ismérie
Pour l’article homonyme, voir Ismérie (sainte).
Selon les traditions chrétiennes, Ismérie est la sœur d'Anne, et donc la tante de Marie, mère de Jésus. Mère de sainte Élisabeth et donc grand-mère de Jean le Baptiste.

## Place dans la généalogie de Jésus
Voici l'arbre généalogique maternel du Christ selon les traditions recueillies par Jacques de Voragine :
- Émérencie[3],[4] x Stollanus[5]
  - Ismérie
    - Eliud
      - Émineu
        - Saint Servais

    - Élisabeth x Zacharie
      - Jean le Baptiste

  - Anne
    - Vierge Marie (père Joachim) x Joseph
      - Jésus
- Cléophas
  - Marie Jacobé x Alphée
    - Jacques le Mineur
    - Joseph Barsabas
    - Simon le Zélote
    - Jude (apôtre)
- Salomas (?)
  - Marie Salomé x Zébédée
    - Jacques le Majeur
    - Jean l'évangéliste

## Représentation

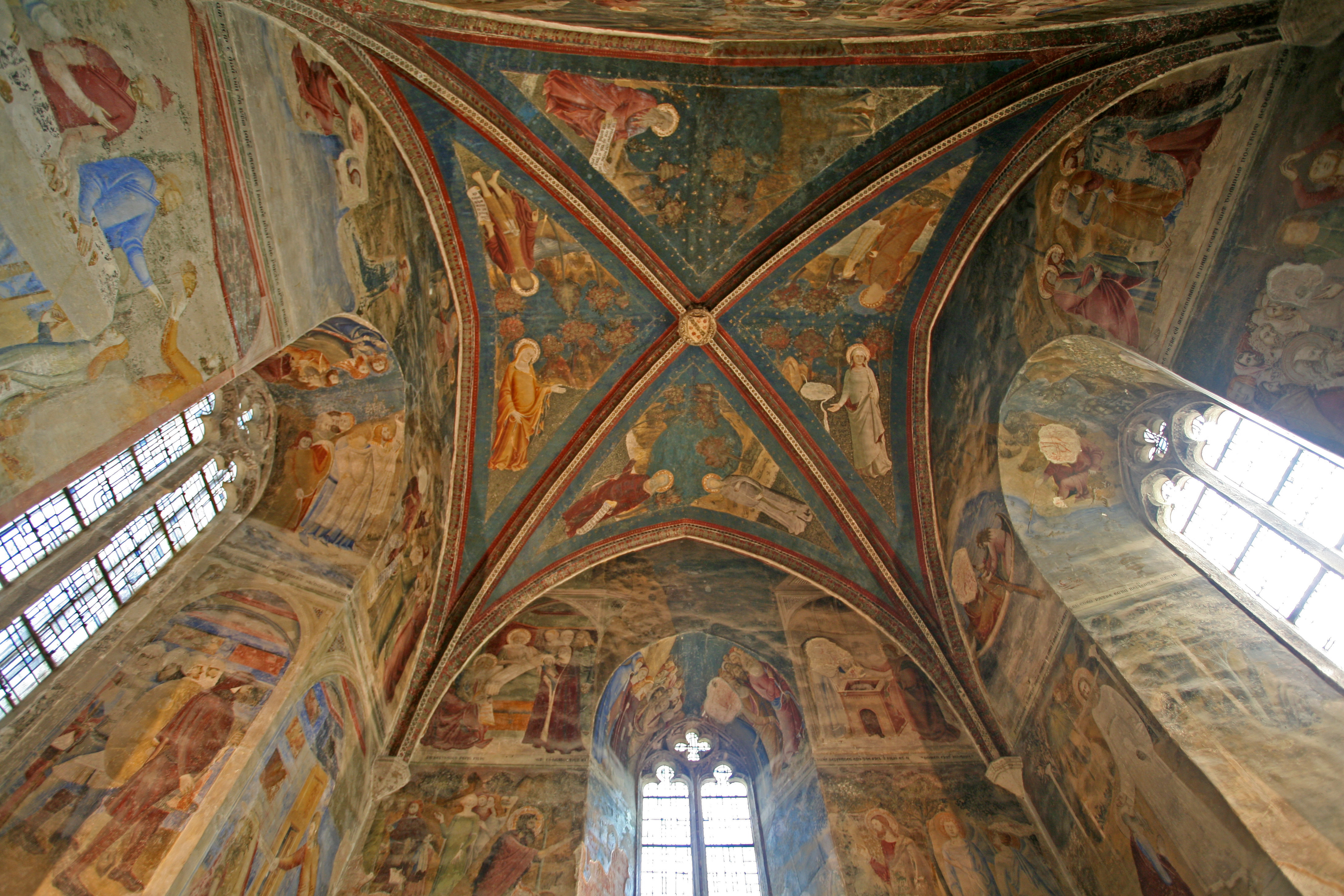
Plafond de la chapelle Saint-Jean. Ismérie est représentée dans la partie supérieure du voûtain de droite.

Une représentation iconographique est celle due au peintre
Matteo Giovannetti. Appelé par le pape Clément VI pour décorer le Palais des Papes d'Avignon, il représente Ismérie sur les voutains de la chapelle Saint-Jean. Ismérie figure par ailleurs dans des tableaux représentant la Sainte Parenté, c'est-à-dire l'ensemble des 17 membres de la famille de Sainte Anne.